# Крајпуташи у Братљеву
 Крајпуташи у Братљеву (Општина Ивањица) представља споменичку целину посвећену борцима ивањичког краја палим у Балканским и Првом светском рату.

## Увод
Крајпуташи су пренети у центар села Братљево 1980. године приликом реконструкције старог пута Ивањица - Сјеница преко Међуречја. Постављени су у низ, паралелно са путем. Споменици су конзервирани и рестаурирани од стране Завода за заштиту споменика културе Краљево.

### Изглед споменика
Крајпуташи су у облику стуба, са покривком у облику ниске „капе”. Скоро сви - осим два крајња, исклесана од белог мермера и споменика посвећеног члановима породице Милосављевић - имају исте одлике. На предњој страни споменика приказан је војник у ставу мирно, руку спуштених низ тело, са пушком прислоњеном уз десну ногу и бајонетом окаченим о опасач. Само је Вук Јекић са чином наредника држи у левој руци официрску сабљу. Поједини споменици су двоструки - имају приказ војника са обе стране (обично браће или блиских сродника).

### Полихромија
Споменици су рестаурисани у складу са сачуваним траговима првобитне боје. Делови униформе приказани су шематски и плошно, са колористички акцентованим детаљима. Основни цртеж изведен је ултрамарином, а лице и руке обојени белом бојом. Шајкача и војничка блуза су тамнозелене, са оковратником и еполетама у наранџастој боји. Поједини војници на грудима имају одликовања. Панталоне су смеђе, упасане у чизме. Опасач, ременик и бајонет обојени су кестењастом, а метални делови пушке светлоплавом бојом. Поједине речи или цели редови епитафа обојени су у црвено, плаво, жуто, бело и црно. У сличном тоналитету обојени су крстови и симболични ликовни урези карактеристични за надгробне споменике овог типа.

### Ликови
Иако су споменици наизглед веома слични, индивидуалност сваког појединачног лика веома је наглашена. Приказани војници разликују се не само по конституцији тела, већ и ликовима, што је у највећој мери постигнуто различитим облицима главе, живописним приказима бркова и положајем обрва. Силуете главе наглашене су правоугаоном подлогом обојеном у ултрамарин, што и визуелно и симболички асоцира на фреско сликарство.

### Ликовне представе и симболи
На споменицима увек је приксутан мотив крста - једноставан, уоквирен ловоровим венцем или неким другим флоралним орнаментом. На бочним странама обично је приказан симболичан мотив карактеристичан за споменике драгачевске стилске групе - декоративна лозица која изниче из саксије при дну споменика, на којој је приказан голуб како зобље грожђе.

### Натписи
Име и презиме војника уклесани су лево и десно од главе и обојени црвеном бојом. Текст епитафа налази се на полеђини, понекад и на бочним странама споменика.

## Крајпуташ Добросаву Ћурчићу (†191?)
Споменик типа „пирамидаш” исклесан је од белог мермера и постављен на једноставан подест од истог материјала. У врху стуба исклесан је тролисни крст испод кога је ловоров венац, симбол славе. Споменик је видно оштећен са предње стране, тако да у потпуности недостаје неколико последњих редова текста:
Спомен
ДОБРОСАВА ЋУРЧИЋА
из Ровина
војника 4-ог пеш. Пука
II-ог позива,
живи 42. г.
који даде свој живот
за отаџбину.
(даље оштећено)
Са десне бочне стране уклесано:
у болници.

## Крајпуташ Михаилу Лазовићу (†1914)
Споменик је у облику стуба димензија 174х36х19 cm, са покривком новијег датума. Покојник је приказан као човек племенитог лика, о чему сведочи епитаф:
У даљини на мукама
неће српско цвеће нићи
поручите мојој деци
ја им нећу никад стићи.
МИАИЛО Б. ЛАЗОВИЋ
из Братљева
војник I чете I бат. 4 пука II позива
кои поживи 34. г.
као часан и умиљат човек,
учествовао у борбама
турски, бугарски и светскоме рату
а погибе 14. јула 1914. г.
као херој борац на Вишеграду
од проклетих германа
за спас вере миле отаџбине Словена.
Спомен подиже му син Марјан,
браћа Наредник Недељко
и Милош,
братучеди п. поручник Петар,
Љубо, Славко, Жарко,
ујна Станојка,
снаје Андра, Милица, Мара
и синовица Наста.

## Крајпуташ Десимиру Нешовићу (†1914)
Споменик је у облику стуба димензија 148х34х18 cm. Текст епитафа уклесан је испод орнаменталног крста на полеђини стуба. 
Једини син тужног оца и мајке
пиште и жале свог јединца
ДЕСИМИРА НЕШОВИЋА
из Глеђице
војника сталног кадра
најлепшег цвета од 20. лета,
укиде га ратна клета
са овог света.
Погибе 1914. године.
Бог да га прости.
Спомен подижу
за навек тужни
отац Љубисав, мајка Марица
и задруга куће.

## Крајпуташ браћи Маричић – Божу (†1916) и Милети (†1914)
Споменик припада типу „дволика”. Са једне стране приказан је Божо, а са друге његов брат Милета. Димензије стуба износе 150х32х17 cm.
Ево споменика дичних војника
палих бораца за народна права
БОЖО МАРИЧИЋ
из Братљева
војник кадровац
I ч. I бат. IV п. Пука
који поживи 23. год.
а погибе за српску слободу
од непријатеља на положају
Кајмакчалану 1916. г.
и
МИЛЕТА МАРИЧИЋ
војник 3 батаљона 4. п. Пука
а погибе за српску слободу
у својој младости у 26. година
на положају Крстацу
од Аустро-Немаца 1914. године.
Бог да им душу прости.
Спомен сподигоше им
ожалошћени родитељи
отац Миленко, мајка Станојла
и брат Тикомир.

## Крајпуташ Добросаву Радојичићу (†1916)
Споменик димензија 143х32х17 cm. Текст епитафа уклесан је на полеђини стуба, док су бочно приказани флорални мотиви и лоза са грожђем и голубом.
Спомен
ДОБРОСАВА РАДОЈИЧИЋА
бив. војника I чете,
I батаљон IV пук, II позива.
Он је рањен од Бугара
на Солунском фронту
а умро у Бизерти Африка
22. новембра 1916. год.
у својој 40. г.
Бог да га прости.
Овај спомен подигоше му
жена Магда (...)

## Крајпуташ Милосављевићима – Милисаву и његовим синовима: Милошу (†1916), Радомиру (†1915), и Драгољубу (†1915)
Споменик се по концепцији разликује од осталих - нема фигуралних приказа, већ је текст епитафа уклесан са свих страна. Димензије стуба износе 143х32х17 cm.
Спомен
МИЛИСАВА М. МИЛОСАВЉЕВИЋА
из Ровина
који заједнички
међу својим синовима
падоше на олтару своје отаџбине,
борећи се за крст часни
и слободу златну,
и синови му
МИЛОШ
који погибе на Кајмакчалану
од небраће Бугара
13. септембра 1916. год.
РАДОМИР
који погибе 14. октобра 1915. године
у борби са непријатељем
на положају у Пожаревцу
и
ДРАГОЉУБ
који је умро 3. јануара 1915. године
у Штипу од тешке болести тифуса.
Сви четворица падоше као хероји
на бранику своје отаџбине.
Бог да им душу прости.
Спомен подигоше им
Лука син-оцу и браћи,
Илинка супруга мужу,
мајка синовима,
Светомир унук дједу
и синовац стричевима.

## Крајпуташ Вуку Јекићу (†1915)
Споменик димензија 140х34х16 cm. Текст епитафа уклесан је на полеђини стуба, док су бочно приказани флорални мотиви и лоза са грожђем и голубом.
Спомен
ВУКА ЈЕКИЋА
из села Ровина
погинуо октобра 1915. године
у борби са Бугарима
као наредник.
Рођен 6. децембра 1889. године,
живео 26. година.
Бог да му душу прости.
Овај спомен подиже му Радош,
жена (...)
мајка (...)

## Крајпуташ Миленку Ђуровићу (†191?)
Споменик димензија 150х37х16 cm. Текст епитафа уклесан је на полеђини стуба, док су бочно приказани флорални мотиви и лозица са грожђем и голубом.
Спомен
МИЛЕНКО ЂУРОВИЋ
вој. I чете II бат. IV пука
II позива
умро 20. јануара
у вароши Сиодиадор
у Француској
у својих 40. г.
борећи се за слободу
своје отаџбине.
Овај спомен подиже му
супруга Вукосава,
отац Вељко
и синови Страјин и Богољуб.

## Крајпуташ браћи Остојић – Радојици (†1915) и Милутину (†1916)
Споменик припада типу „дволика”. Са једне стране приказан је Радојица Остојић, а са друге стране његов брат Милутин. Димензије стуба износе 148х36х24 cm.
Браћа ОСТОЈИЋ
војници 4-ог пука оба
РАДОЈИЦА
у 24. години
погибе у Алони
13. 2. 1915. год.
МИЛУТИН
I чете
погибе на Кајмакчалану
10. 9. 1916.
Учествовали су у свим ратовима,
борили се за отаџбину.
Бог да им душу прости.
Спомен подижу
браћа Милош, Божидар
супруга Ђулка,
синовац Милан.

## Крајпуташ Бојовићима – Станку (†1913) и Марку (†1915)
Споменик димензија 130х36х16 cm. Текст епитафа уклесан је на полеђини стуба, док су бочно приказани флорални мотиви и лозица са грожђем и голубом.
Спомен
СТАНКА БОЈОВИЋА
војника I чете I батаљона IV п. Пука
умро у Штипу 23. 12. 1913. год.
Остави своје миле родитеље
да за њим до века тугују.
Заблиста се као роса
покоси га смртна коса:
Судбина те узе млада
пропаде нам нада.
Спомен
МАРКА
из села Глеђице
вој. који поживе 55. год.
погибе 1915. год.
у свету
(...) мајка Радојка,
сестре Тијана, Ивана, Стеванија и Станија.

## Крајпуташ Кривокућама – Миљку (†1914) и Вукоману (†1926)
Споменик припада типу „дволика”. Са једне стране приказан је Миљко, а са друге стране његов синовац Вукоман. Димензије стуба износе 150х36х27 cm.
Ево споменика дичних војника
палих бораца за народно право
МИЉКО В. КРИВОКУЋА
из Братљева
војник 4-ог пеш. пука I позива
поживи 28. год.
а погибе за српску слободу
од Бугара код Штипа
17. јуна 1914. год.
и синовац му
ВУКОМАН
а син БОЈО
који поживи 22. год.
а умре у Суботици
као војник кадровац железничке чете
26. децембра 1926. године.
Бог да им душу прости.
Овај спомен подигоше им
синовцу-унуку Лука,
брату-сину Бојо,
брату-синовцу Љубо, Божо, Драгиша,
сину-унуку Синђа,
деверу-синовцу Станица,
деверу-сину Станија, оцу-брату (...)

## Крајпуташ Љубисаву Радојичићу (†1915)
Споменик димензија 125х36х19 cm. Текст епитафа уклесан је на полеђини стуба, док су бочно приказани флорални мотиви и лоза са грожђем и голубом.
Спомен
ЉУБИСАВА РАДОЈИЧИЋА
из Ровина
који поживи 33. год.
као поднаредник I чете
првог бат. II-ог пука Дринске дивизије
који је учествовао у рату
против Аустро Немаца и Бугара
од 1912. до 1915. год.
Рањен на Свирачкој караули
7. новембра
а умро у болници у Приштини
10. новембра 1915. г.
Спомен подигоше
отац Радосав,
браћа Борислав и Тијосав.

## Крајпуташ Миљку Јеротијевићу (†1914)
Споменик димензија 125х37х22 cm. Текст епитафа уклесан је на полеђини стуба, док су бочно приказани флорални мотиви и лозица са грожђем и голубом.
Спомен
МИЉКА ЈЕРОТИЈЕВИЋА
поднаредника 1-ве чете
I батаљона 4-ог пука
који поживи 28. год.
а погибе на Мачковом Камену
1914. год.
бранећи своју отаџбину
и слободу.

## Крајпуташ Рајку Бојовићу (†1914)
Споменик од белог мермера, на подесту од истог материјала, димензија 161х30х12 cm. У врху уклесан је једноставан равнокраки крст испод кога је текст:
РАЈКО БОЈОВИЋ
из Глеђице
погинуо у рату 1914. године.
Спомен му подижу
кћи Радованка,
зет Драгомир,
унук Милутин,
Милица и Мирјана.